# Monte Colmegnone
Il monte Colmegnone (1.383 m s.l.m. - detto anche  Poncione di Laglio) è una montagna appartenente alla sezione delle Prealpi Luganesi ed alla sottosezione delle Prealpi Comasche. Il territorio del monte Colmegnone è compreso tra i comuni di Carate Urio, Moltrasio e Laglio, in cui si trova la vetta.

## Descrizione
La cima si raggiunge con una strada privata che, dalla  colma dei Murelli, lungo la prima tappa della via dei Monti Lariani, sale fino alla  colma del Roccolo dove sorge l'agriturismo  Roccolo San Bernardo. Da qui si prosegue con un sentiero panoramico poco impegnativo. Antiche e ripide mulattiere in sasso di Moltrasio risalgono il versante orientale, dai paesi rivieraschi di Carate Urio e Laglio, in un percorso immerso in secolari castagneti e boschi di faggio.
Il monte è popolato da una ricca fauna, in particolare da una comunità di Camosci che vive le zone più scoscese della cima e i boschi sottostanti. In vetta, nelle giornate terse, si gode di un'ampia visuale sul lago di Como, dal primo bacino fino al Lario centrale, si gode di una vista privilegiata su Monte Rosa, Cervino e Alpi Bernesi (Finsteraarhorn) e si scorgono le montagne (fino all'Appennino ligure, all'Appennino tosco-emiliano e al Monviso) al di là della pianura padana.
Sulla sommità è presente una croce in legno posta dalla sezione CAI di Moltrasio. La vetta del monte ha un andamento dolce verso la val d'Intelvi e verso Sud, mentre presenta tipiche formazioni calcaree verso il Lario. Proprio verso il Lario, nel territorio di Laglio, nello specifico a Torriggia, si trova la celebre caverna del  Buco dell'Orso, tipica cavità carsica ricca di acqua sorgiva e visitabile su richiesta alla segreteria del comune.